# Anne Hébert
Anne Hébert (Sainte-Catherine de-la-Jacques-Cartier (Canada), 1 augustus 1916 - Montréal, 22 januari 2000) was een Canadees Franstalig schrijver, dichter, toneel- en scenarioschrijver. Ze staat bekend om haar feministische pen en is de auteur van de romans Kamouraska en Les Fous de Bassan (De zeezotten), waarvoor ze in 1982 de Prix Femina won.

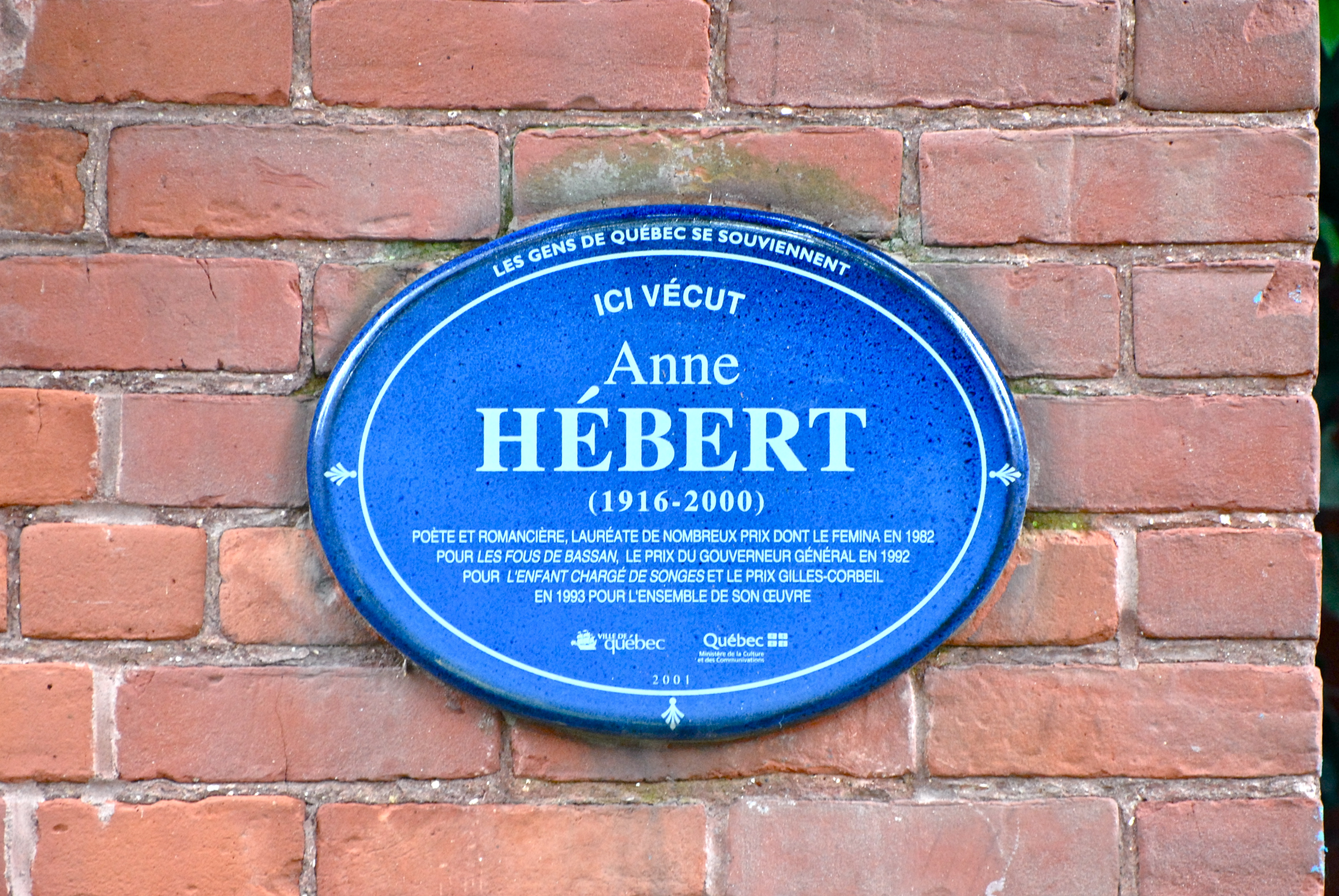
Plaquette ter nagedachtenis aan Anne Hébert aan haar voormalige woonhuis op Avenue du Parc in Québec.

## Biografie
Anne Hébert groeide op in haar geboortestad, ongeveer 40 kilometer ten westen van Québec. Haar vader Maurice-Lang Hébert werkte als ambtenaar bij de provincie Québec maar is vooral bekend als schrijver, dichter en literatuurcriticus. Haar moeder Marguerite Marie Taché stimuleerde haar belangstelling voor verhalen en het theater. Tot op elfjarige leeftijd werd zij thuisgehouden en kreeg zij onderwijs van haar ouders omdat ze veel last had van kinderziekten en voedselfobieën ontwikkelde. Hébert volgde daarna onderwijs aan het Collège Notre-Dame-de-Bellevue en aan het Collège Mérici in Québec.
Als jong-volwassene werd bij haar tuberculose geconstateerd. Vanwege die aandoening werd zij in isolatie geplaatst. Ze bracht vijf jaar door in haar kamer in het ouderlijk huis. Dat duurde tot 1946, toen duidelijk werd dat de diagnose niet correct was. Haar isolement was de inspiratiebron voor de beschrijving van de kamer aan het begin van de roman Kamouraska. De gedwongen afzondering leidde ook tot de begrafenisgedichten in de bundel Tombeau des rois. Het was voor Hébert een moeilijke periode, die door haar biograaf essentieel wordt genoemd voor haar literaire werk.
Hébert trok veel op met haar neef, Hector de Saint-Denys Garneau (1912-1943), een vooraanstaande dichter en schilder die al op jonge leeftijd overleed. Via hem ontdekte ze de landschappen rondom haar geboorteplaats, die ze "het land van haar oorsprong" noemde. Dit landschap maakte diepe indruk op haar en voedde haar poëtische en romantische verbeelding.
Hébert bleef tot op 35-jarige leeftijd bij haar ouders in Québec wonen.
Vanaf 1950 schreef Hébert teksten voor Radio Canada. Vervolgens was zij werkzaam als scenarioschrijver en redacteur voor de Office national du film du Canada. Eerst vier jaar als freelancer, daarna twee jaar in vaste dienst. Met financiële steun van de Société Royale of Canada vertrok zij in 1954 naar Parijs. Na het overlijden van moeder (in 1965) vestigde zij zich in 1967 definitief in Parijs maar zij bleef Montréal met grote regelmaat bezoeken. Hebert bleef 32 jaar in Parijs wonen. Ze heeft nooit de Franse nationaliteit aangenomen.
In 1998 keerde zij terug naar Canada nadat zij er botkanker bij haar was geconstateerd. Ze overleed op 83-jarige leeftijd in het Hôpital Notre-Dame in Montréal.
Hébert werd vaak beschreven als een rustige, gereserveerde persoon. Op veel foto's die van haar zijn gemaakt, lijkt ze gelukkig te zijn en van het leven te genieten. Ze is nooit getrouwd en had geen kinderen.
Anne Hébert was Compagnon in de Orde van Canada, lid van de Royal Society of Canada en drievoudig ontvanger van de Literaire Prijs van de Gouverneur-Generaal. Zij ontving eredoctoraten van de Universiteit van Toronto (1969), de Universiteit van Guelph (1970), de Université du Québec à Montréal (1979), McGill-universiteit (1980) en de Université Laval (1983). Haar archief wordt bewaard in de Bibliothèque et Archives nationales du Québec.

## Schrijverschap
Anne Hébert is een pionier van feministische literatuur in Québec. Ze was schrijver in een tijd dat het moeilijk was om als alleenstaande vrouw een plek in de maatschappij te veroveren.
Hébert hield zich bezig met de thema's isolatie, vervreemding en de repressieve aard van kleine gemeenschappen. Haar acht romans zijn psychologische onderzoeken naar geweld, rebellie en de zoektocht naar persoonlijke vrijheid.
In haar werk schrijft Anne Hébert vooral over vrouwen die "gedreven [worden] door een intens verlangen naar bevrijding, die zich proberen te onttrekken aan een gesloten universum en een hechte samenleving". Haar literaire inzet weerhield haar er overigens niet van om de debatten over het feminisme te vermijden die in de jaren zeventig in Québec plaatsvonden.
In 1942 publiceerde ze haar eerste dichtbundel, Les Songes en équilibre. Haar tweede werk, gepubliceerd in 1950, was de verhalenbundel Le Torrent, die ze eerst in eigen beheer publiceerde omdat uitgevers het te gewelddadig vonden.. Dit verhaal zet de toon voor haar toekomstige romans en stuurt schokgolven door haar lezerspubliek. Le Tombeau des rois, een nieuwe dichtbundel waaraan ze tien jaar werkte, verscheen in 1953, eveneens voor eigen rekening, aangezien uitgevers weigerden het te publiceren.
In 1958 verscheen in Parijs, bij Editions du Seuil haar eerste roman, Chambres de Bois. De tweede roman, Kamouraska gepubliceerd in 1971, betekende haar literaire doorbraak. Het boek wordt beschouwd als een klassieker uit de Québecse literatuur. Les Enfants du sabbat, haar derde roman, verscheen in 1975. In 1980 publiceerde ze een vierde roman, Héloïse. Anne Hébert won in 1982 de Prix Femina voor haar vijfde roman, Les Fous de Bassan. Ze was de tweede Québécoise die deze Franse literaire prijs ontving; de eerste Franstalige Canadese schrijver was Gabrielle Roy in 1947. In 1988 verscheen Hébert's zesde roman, Le Premier Jardin, een eerbetoon aan de vrouwen die aan de wieg hebben gestaan van Franstalig Canada. Een zevende roman, L’enfant chargé de songes , verscheen in 1992. In 1995, ze was toen 79 jaar oud, publiceerde ze Aurélien, Clara, Mademoiselle et le Lieutenant anglais, een verhaal dat het midden houdt tussen poëzie en proza. Haar vijfde en laatste bundel gedichten Poèmes pour la main gauche verscheen twee jaar later. In 1999 verscheen haar laatste roman, Un habit de lumière.
Hébert schreef acht romans, waarvan er zes zich afspelen in het landelijke Québec van haar jeugd. Ze publiceerde vijf gedichtenbundels, en schreef negen filmscenario’s en twee toneelstukken. Vijf romans zijn in het Nederlands vertaald.

## Werk in Nederlandse vertaling
- 1970 Kamouraska. Nederlandse vertaling: De sneeuw van Kamouraska. Vertaald door Pauline Sarkar. Uitgeverij Thoth, Amsterdam, 1991. ISBN 90-6868-033-1[8][9]
- 1982 Les fous de Bassan. Nederlandse vertaling: De zeezotten. Vertaald door A.L.S.-Frans onder leiding van Pauline Sarkar. Uitgeverij Thoth, Amsterdam,1988. ISBN 90-6868-010-2[10][11]
- 1988 Le Premier jardin. Nederlandse vertaling: De verboden stad. Vertaald door A.L.S.-Frans, onder leiding van Pauline Sarkar. Uitgeverij Thoth, Amsterdam, 1989. ISBN 90-6868-020-X
- 1992 L’enfant chargé de songes. Nederlandse vertaling: Met dromen beladen. Vertaald door Peggy van der Leeuw. Uitgeverij Thoth, Amsterdam, 1993, ISBN 90-6868-066-8
- 1999 Un habit de lumière. Nederlandse vertaling: Klatergoud. Vertaald door studenten Frans Rijksuniversiteit Groningen onder leiding van Pauline Sarkar. Uitgeverij Barkhuis, Groningen, 2009. ISBN 978-90-77922-49-1

- Bibsys: 90053743
- Bibliothèque nationale de France: cb11907090b (data)
- CiNii: DA04430180
- Gemeinsame Normdatei: 118773577
- International Standard Name Identifier: 0000 0001 1028 4826
- Library of Congress Control Number: n79077554
- MusicBrainz: 973a04cc-3609-4e3b-a87e-440e5b9d48ff
- Bibliotheek van het Japanse parlement: 00442841
- Nationale Bibliotheek van Tsjechië: jn20000602929
- Nationale bibliotheek van Australië: 36062076
- Nationale Bibliotheek van Israël: 987007271600105171
- Nationale en Universitaire bibliotheek Zagreb: 000434119
- Nederlandse Thesaurus van Auteursnamen: 069362424
- Réseau des bibliothèques de Suisse occidentale: 02-A003395458
- SNAC: w62r5s5p
- Système universitaire de documentation: 026917106
- Trove: 1204812
- Virtual International Authority File: 66468501
- WorldCat: E39PBJvhkT6RVHYkPTHcmKd4v3